# Mexicana Flight 940
Mexicana Flight 940 var ett reguljärflyg som opererades av flygbolaget Mexicana de Aviación på flygrutten Mexico City–Puerto Vallarta–Mazatlán–Los Angeles. Den 31 mars 1986 startade flyget från Mexico City med en Boeing 727-200 registrerad som XA-MEM. Efter 15 minuter havererade planet i berget El Carbón i den oländiga bergskedjan Sierra Madre Oriental i centrala Mexiko.

## Historia
Planet, med smeknamnet "El matthew", flögs av Carlos Guadarrama Sixtos, en erfaren mexikansk pilot med över 15 000 flygtimmar. Besättningen på åtta personer inkluderade fem flygvärdinnor; hustrun till piloten, en ledig flygvärdinna och pilotens två söner var också bland de 159 passagerare ombord. Klockan 08:50 lokal tid startade planet från Mexiko Citys internationella flygplats på väg till Los Angeles International Airport med mellanlandningar i Puerto Vallarta och Mazatlán.

## Haveriet

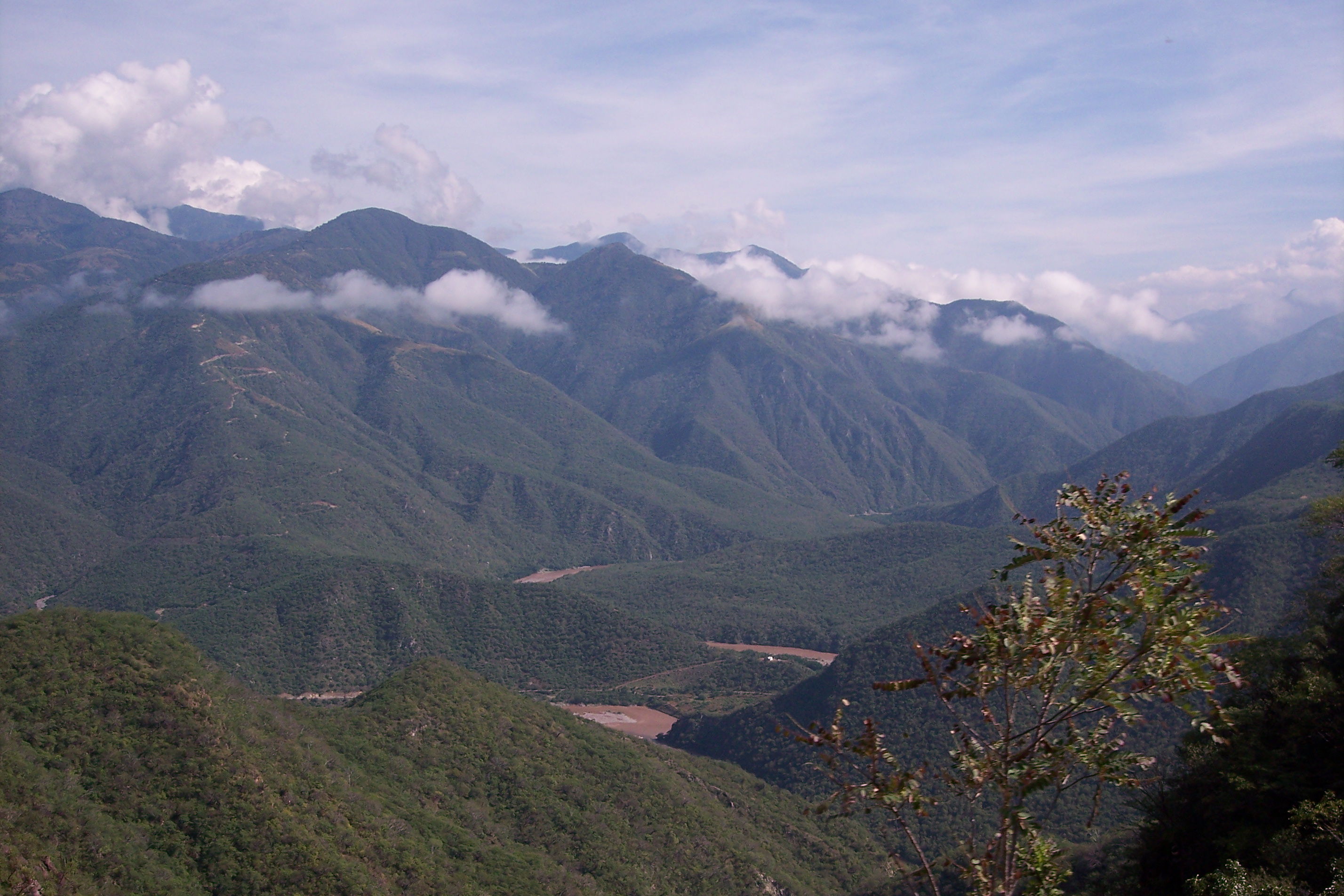
Haveriet skedde i bergskedjan Sierra Madre Oriental.

Klockan 09:05, femton minuter efter start skakade en explosion flygplanskroppen. Pilot Guadarrama och besättningen i cockpit insåg att planet skakade för mycket, förklarade att en nödsituation uppstått och frågade om man kunde återvända till Mexiko Citys internationella flygplats för en nödlandning. Flygplatsen var förberedd för landning men flygplanet havererade i berget El Carbón nära staden Maravatío, Michoacán. Flygplanet bröts i två delar och fattade eld. Alla 167 passagerare och besättningsmedlemmar omkom. Ögonvittnen rapporterade till myndigheter om olyckan. Efter haveriet stal en del stadsbor föremål som tillhörde offren. Den lokala polisen och den mexikanska armén sändes till olycksplatsen.

## Utredning och följder
Inledningsvis tog två arabiska terroristgrupper, Arab Revolutionary Brigades och Egyptians Revolutionaries, på sig ansvaret för haveriet. Ett anonymt brev som undertecknats av grupperna hävdade att det var ett självmordsuppdrag och att man hade saboterat planet som hämnd mot USA. Sabotage avfärdades senare som orsak till olyckan. 
Utredningarna av olyckan genomfördes av amerikanska National Transportation Safety Board och mexikanska luftfartsmyndigheter, som fann att orsaken till olyckan var att mittersta landningsställets däck var fyllt med tryckluft, istället för kväve. Dessutom hade däcket märken av överhettning. Utredarna fann senare att överhettningen orsakades av en felaktig broms på landningsstället.
Mexicanas underhållspersonal fick skulden för vårdslöshet av underhållet av flygplanet och för att ha fyllt däcket med vanlig tryckluft, istället för kväve. Haveriet är fortfarande den dödligaste flygkatastrofen i Mexiko och är världens värsta flygkatastrof med en Boeing 727. Branden ombord tros ha uppkommit av brustna bränsleledningar orsakade av det exploderande däcket.
Göran Ennerfelts exfru Kerstin Jonsson, och parets två söner Erik och Göran Ennerfelt, 18 och 21 år gamla, omkom i olyckan. Erik och Göran Ennerfelts Stiftelse för Svensk Ungdoms Internationella Studier skapades till minne av de omkomna bröderna.